# Weltbund der Demokratischen Jugend
|                  |                                                    |
| Basisdaten       |                                                    |
| Gründungsdatum:  | 10. November 1945, London                          |
| Vorsitzender:    | Aritz Rodríguez Spanien (UJCE)                     |
| Generalsekretär: | Yusdaquy Larduet López Kuba (UJC)                  |
| Vizepräsidenten  | Adnan Al Mokdad Amb. Naftal Kambungu Sundar Bhusal |
| Sitz:            | Budapest, Ungarn                                   |
| Website:         | www.wfdy.org                                       |

Der sozialistisch ausgerichtete Weltbund der Demokratischen Jugend (WBDJ) wurde am 10. November 1945 auf der Weltjugendkonferenz in London gegründet. Er ist von den Vereinten Nationen als internationale nichtstaatliche Jugendorganisation anerkannt.

Karte der Länder, in denen Mitgliedsorganisationen des Weltbunds der Demokratischen Jugend existierten oder existieren. Länder mit aktuellen Mitgliedsorganisationen sind dunkel grün dargestellt. Länder mit ehemaligen Mitgliedsorganisationen sind in hell grün dargestellt.

Dem WBDJ gehören über 150 Mitgliedsorganisationen (nach eigenen Angaben 2012 über 270) aus 109 Ländern an. Diese Jugendorganisationen sind kommunistisch oder sozialistisch orientiert und/oder sie gehören Befreiungsbewegungen an.

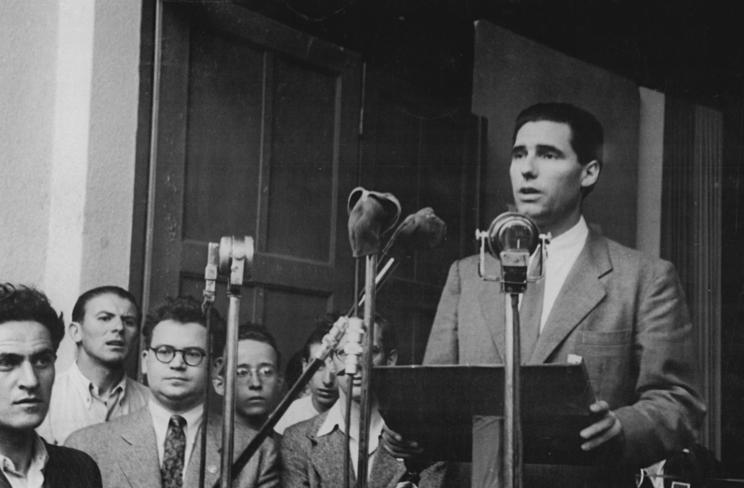
WBDJ-Präsident Guy de Boisson bei der Eröffnung der zweiten Weltfestspiele 1949

Der WBDJ ist der Hauptträger der in unregelmäßigen Abständen seit 1947 stattfindenden Weltfestspiele der Jugend und Studenten.
Der WBDJ war eine kommunistische Frontorganisation. In Folge des Zusammenbruchs des sozialistischen Lagers geriet der WBDJ 1990/91 in eine schwere Krise. 1997 wurden erstmals wieder Weltfestspiele auf Kuba durchgeführt. Höchstes Organ des WBDJ ist die Generalversammlung (bis 1957 Weltkongress), die zuletzt 2019 in Nikosia stattfand. Diese war mit 160 Vertretern von 93 Organisationen die größte Generalversammlung der letzten 30 Jahre.

## Mitgliedsorganisationen

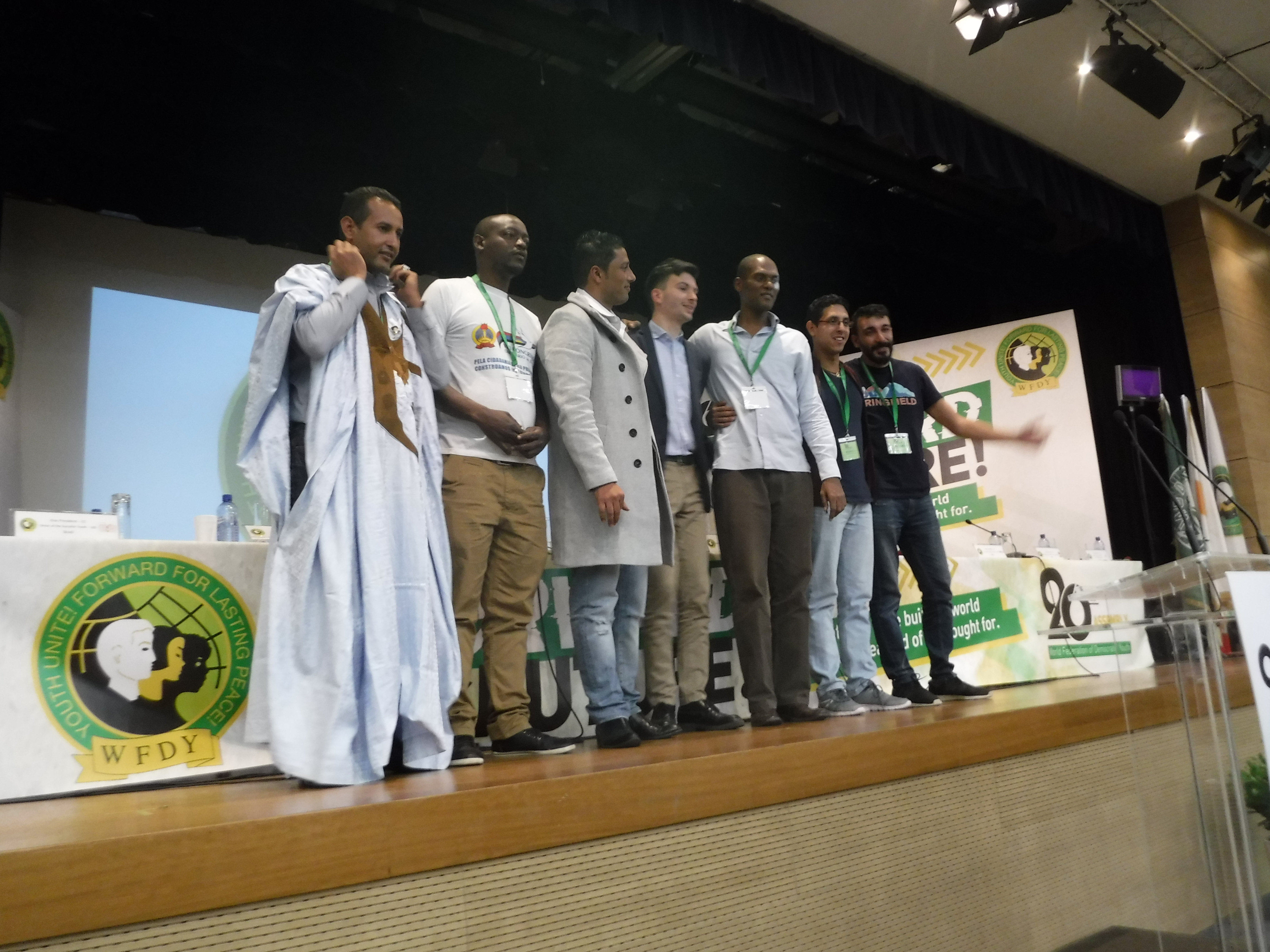
Zentralausschuss des WBDJ bei der 20. Generalversammlung 2019

Die Vertreter Deutschlands im WBDJ sind die Sozialistische Deutsche Arbeiterjugend (SDAJ), und die Freie Deutsche Jugend (FDJ). Die österreichische Vertreterin ist die Kommunistische Jugend Österreichs (KJÖ). Die Kommunistische Jugend Schweiz, der Jugendverband der Partei der Arbeit der Schweiz, trat Anfang der 1990er Jahre aus. Nach ihrer Wiedergründung 2017 strebte sie die Wiederaufnahme in den WBDJ an, die auf der 20. Generalversammlung im Dezember 2019 angenommen wurde.
| Jugendorganisation                                                          | Mutterpartei                                                                       | Land                   |
| --------------------------------------------------------------------------- | ---------------------------------------------------------------------------------- | ---------------------- |
| Juventude do Movimento Popular da Libertação de Angola                      | MPLA                                                                               | Angola                 |
| Äthiopische Jugendliga                                                      |                                                                                    | Äthiopien              |
| Organization of Revolutionary Youth of Benin (OJRB)                         |                                                                                    | Benin                  |
| Union Socialiste de la Jeunesse Independente de Benin (USJIB)               |                                                                                    | Benin                  |
| Jeunesses Revolutionnaires Rwagasore (JRR)                                  |                                                                                    | Burundi                |
| National Union of Eritrean Youth and Students                               |                                                                                    | Eritrea                |
| African Youth Command                                                       |                                                                                    | Ghana                  |
| Democratic Youth League of Ghana                                            |                                                                                    | Ghana                  |
| Juventude Africana Amilcar Cabral (JAAC)                                    |                                                                                    | Guinea-Bissau          |
| Jeunesse du Parti Africain de l'Indépendance du Cap-Vert (JPAI)             |                                                                                    | Kap Verde              |
| FSY Comoros                                                                 |                                                                                    | Komoren                |
| Unión de Jóvenes Socialistas Congoleños (UJS)                               |                                                                                    | Republik Kongo         |
| Lesotho Youth Federation (LYF)                                              |                                                                                    | Lesotho                |
| Comité Démocratique des Jeunes et des Étudiant(e)s de Madagascar (KDTM)     |                                                                                    | Madagaskar             |
| LYM Malawi                                                                  |                                                                                    | Malawi                 |
| Youth Alliance in Social and Economic Development (YASED)                   |                                                                                    | Malawi                 |
| IUM Mauritius                                                               |                                                                                    | Mauritius              |
| Union of Mauritius Youth Organisations (UMYO)                               |                                                                                    | Mauritius              |
| Organização da Juventude Mozambicana                                        | FRELIMO                                                                            | Mosambik               |
| SWAPO-Jugendliga                                                            | SWAPO                                                                              | Namibia                |
| Nigeria Youth Co-operative Network (NYCN)                                   |                                                                                    | Nigeria                |
| National Youth Council of the Ogoni People (NYCOP)                          |                                                                                    | Nigeria                |
| United National Independent Party Youth League                              | United National Independence Party                                                 | Sambia                 |
| JML Sao Tome and Principe                                                   |                                                                                    | São Tomé und Príncipe  |
| Mouvement de la Jeunesse Démocratique                                       | Ligue Démocratique/Mouvement pour le Parti du Travail                              | Senegal                |
| Union de la Jeunesse Démocratique Alboury Ndiaye                            | Parti de l'Indépendance et du Travail                                              | Senegal                |
| SFYO Sierra Leone                                                           |                                                                                    | Sierra Leone           |
| African National Congress Youth League                                      | African National Congress                                                          | Südafrika              |
| South African Student Congress                                              | African National Congress                                                          | Südafrika              |
| Sudanese Youth Union                                                        | Sudanesische Kommunistische Partei                                                 | Sudan                  |
| Umoja Wa Vijana                                                             | Chama Cha Mapinduzi                                                                | Tansania               |
| Unión de Juventud de Saguia el Hamra y Río de Oro                           | Frente Polisario                                                                   | Westsahara             |
| ZANU-PF Youth League                                                        | Zanu-PF                                                                            | Simbabwe               |
| Union of Afghan Youth (UAY)                                                 |                                                                                    | Afghanistan            |
| Resistance                                                                  | Democratic Socialist Perspective Socialist Alliance                                | Australien             |
| Bangladesh Youth Union Bangladesh Students Union                            | Kommunistische Partei von Bangladesch                                              | Bangladesch            |
| DSC Bangladesh                                                              |                                                                                    | Bangladesch            |
| PRS Bangladesh                                                              |                                                                                    | Bangladesch            |
| Democratic Youth of Bhutan                                                  |                                                                                    | Bhutan                 |
| Students Union of Bhutan                                                    |                                                                                    | Bhutan                 |
| Sozialistischer Patriotischer Jugendverband                                 | Partei der Arbeit Koreas                                                           | Nordkorea              |
| All India Youth Federation All India Students Federation                    | Communist Party of India                                                           | Indien                 |
| All India Youth League                                                      | All India Forward Bloc                                                             | Indien                 |
| All India Yuva Janata Dal (AIYJD)                                           |                                                                                    | Indien                 |
| Democratic Youth Federation of India                                        | Communist Party of India (Marxist)                                                 | Indien                 |
| Revolutionary Youth Front                                                   | Revolutionary Socialist Party (India)                                              | Indien                 |
| Tudeh Youth                                                                 | Tudeh-Partei des Iran                                                              | Iran                   |
| DYSI Iran                                                                   |                                                                                    | Iran                   |
| Japan League of Socialist Youth                                             |                                                                                    | Japan                  |
| Korean Youth League in Japan                                                | Ch’ongryŏn                                                                         | Japan                  |
| Youth Association of Cambodja                                               |                                                                                    | Kambodscha             |
| Hanchong (Süd-Koreanische Föderation der Studentenräte)                     |                                                                                    | Südkorea               |
| Union of Lao People’s Revolutionary Youth                                   | Laotische Revolutionäre Volkspartei                                                | Laos                   |
| Mongolia Youth Federation (MYF)                                             |                                                                                    | Mongolei               |
| All Burma Student League                                                    |                                                                                    | Myanmar                |
| All Burmese Student’s Democratic Front                                      |                                                                                    | Myanmar                |
| Democratic National Youth Federation All Nepal National Free Students Union | Nepalesische Kommunistische Partei                                                 | Nepal                  |
| Nepal National Youth Federation                                             | Nepalesische Kommunistische Partei                                                 | Nepal                  |
| YS New Zealand                                                              |                                                                                    | Neuseeland             |
| Pashthoonkhwa Students Organisation                                         |                                                                                    | Pakistan               |
| Democratic Students Federation                                              | Communist Party of Pakistan                                                        | Pakistan               |
| ANAKBAYAN                                                                   |                                                                                    | Philippinen            |
| Bukluran sa Ikauunlad ng Sosyalistang Isip at Gawa (BISIG)                  |                                                                                    | Philippinen            |
| SIKAP Philippines                                                           |                                                                                    | Philippinen            |
| YDM Philippines                                                             |                                                                                    | Philippinen            |
| Communist Youth Federation Sri Lanka National Union Of Students             | Kommunistische Partei Sri Lanka                                                    | Sri Lanka              |
| Socialist Youth Union Socialist Students Union                              | Janatha Vimukthi Peramuna                                                          | Sri Lanka              |
| FPYF Sri Lanka                                                              |                                                                                    | Sri Lanka              |
| SCCYL Sri Lanka                                                             |                                                                                    | Sri Lanka              |
| Ho Chi Minh Kommunistische Jugend Union                                     | Kommunistische Partei Vietnams                                                     | Vietnam                |
| Vietnamesische Jugend Föderation                                            |                                                                                    | Vietnam                |
| Kommunistische Jugendliga Armenien                                          | Armenische Kommunistische Partei                                                   | Armenien               |
| Kommunistische Jugendliga Aserbaidschan                                     | Aserbaidschanische Kommunistische Partei                                           | Aserbaidschan          |
| COMAC                                                                       | PVDA/PTB                                                                           | Belgien                |
| Bulgarische Sozialistische Jugend Union                                     |                                                                                    | Bulgarien              |
| Danmarks Kommunistiske Ungdom                                               | Kommunistische Partei Dänemarks                                                    | Dänemark               |
| Freie Deutsche Jugend (FDJ)                                                 | Sozialistische Einheitspartei Deutschlands (bis 1989)                              | Deutschland            |
| Sozialistische Deutsche Arbeiterjugend (SDAJ)                               | Deutsche Kommunistische Partei (nahestehend)                                       | Deutschland            |
| Kommunistinen nuorisoliitto, KomNL                                          |                                                                                    | Finnland               |
| Mouvement Jeunes Communistes de France                                      | Kommunistische Partei Frankreichs                                                  | Frankreich             |
| Kommunistische Jugendliga von Georgien                                      |                                                                                    | Georgien               |
| Kommunistische Jugend Griechenlands                                         | Kommunistische Partei Griechenlands                                                | Griechenland           |
| Connolly Youth Movement                                                     | Communist Party of Ireland                                                         | Irland                 |
| Workers' Party Youth                                                        | Workers’ Party                                                                     | Irland                 |
| Giovani Comuniste e Comunisti                                               | Partei der Kommunistischen Wiedergründung                                          | Italien                |
| Federazione Giovanile Comunista Italiana                                    | Partei der Italienischen Kommunisten                                               | Italien                |
| Fronte della Gioventu Comunista                                             | Partito Comunista                                                                  | Italien                |
| Young Communist League                                                      | Kommunistische Partei Kanadas                                                      | Kanada                 |
| Mladi Socijalisti Hrvatske                                                  | Socijalistička radnička partija Hrvatske                                           | Kroatien               |
| Kommunistischer Jugendverband in der Republik Moldau                        | Partei der Kommunisten der Republik Moldau                                         | Republik Moldau        |
| Ungkommunistene i Norge                                                     | Norges Kommunistiske Parti                                                         | Norwegen               |
| Norges Kommunistiske Ungdomsforbund                                         | Norges Kommunistiske Parti                                                         | Norwegen               |
| Kommunistische Jugend Österreichs (KJÖ)                                     | KPÖ Steiermark (nahestehend)                                                       | Österreich             |
| Juventude Comunista Portuguesa                                              | Portugiesische Kommunistische Partei                                               | Portugal               |
| Uniunea Tineretului Socialist                                               | Partidul Socialist Român                                                           | Rumänien               |
| Kommunistischer Jugendverband der Russischen Föderation                     | Kommunistische Partei der Russischen Föderation                                    | Russland               |
| Revolutionärer Kommunistischer Jugendverband (Bolschewiki)                  | Russische Kommunistische Arbeiterpartei – Revolutionäre Partei der Kommunisten     | Russland               |
| Russischer Kommunistischer Jugendverband                                    |                                                                                    | Russland               |
| Sveriges Kommunistiska Ungdomsförbund                                       | Kommunistische Partei Schwedens                                                    | Schweden               |
| Kommunistische Jugend Schweiz                                               | Partei der Arbeit der Schweiz                                                      | Schweiz                |
| Savez komunisticke omladine Jugoslavije                                     | Neue Kommunistische Partei Jugoslawiens                                            | Serbien                |
| Socialistický Zväz Mladých                                                  | Kommunistische Partei der Slowakei                                                 | Slowakei               |
| Collectivos de Jovenes Comunistas de España                                 | Partido Comunista de los Pueblos de España                                         | Spanien                |
| Collectius de Joves Comunistes - Joventut Comunista                         | Partit dels i les Comunistes de Catalunya                                          | Spanien                |
| Unión de Juventudes Comunistas de España                                    | Kommunistische Partei Spaniens                                                     | Spanien                |
| Komunistický Svaz Mládeže                                                   | Kommunistische Partei Böhmens und Mährens                                          | Tschechien             |
| Türkiye Komünist Gençliği                                                   | Türkische Kommunistische Partei                                                    | Türkei                 |
| Leninscher Kommunistischer Jugendverband der Ukraine                        | Kommunistische Partei der Ukraine                                                  | Ukraine                |
| Baloldali Front - Kommunista Ifjúsági Szövetség                             | Ungarische Arbeiterpartei                                                          | Ungarn                 |
| Young Communist League                                                      | Kommunistische Partei der USA                                                      | USA                    |
| Junge Sozialistische Allianz                                                | Sozialistische Arbeiterpartei                                                      | USA                    |
| Young Communist League                                                      | Communist Party of Great Britain (bis 1988) Communist Party of Britain (seit 1991) | Vereinigtes Königreich |
| Young Socialists                                                            | Communist League                                                                   | Vereinigtes Königreich |
| Leninistisch-Kommunistische Jugend Union von Belarus                        | Kommunistische Partei von Belarus                                                  | Belarus                |
| United Democratic Youth Organization                                        | AKEL                                                                               | Zypern                 |
| Federación Juvenil Comunista                                                | Kommunistische Partei Argentiniens                                                 | Argentinien            |
| League of Progressive Youth                                                 |                                                                                    | Barbados               |
| Juventud Comunista de Bolivia                                               | Kommunistische Partei Boliviens                                                    | Bolivien               |
| Juventude Revolucionaria 8 de Outubro                                       | Movimento Revolucionário 8 de Outubro                                              | Brasilien              |
| Juventude do PDT                                                            | Demokratische Arbeiterpartei Brasiliens                                            | Brasilien              |
| Juventude do PMDB                                                           | Partei der Brasilianischen Demokratischen Bewegung                                 | Brasilien              |
| União da Juventude Comunista                                                | Brasilianische Kommunistische Partei                                               | Brasilien              |
| União da Juventude Socialista                                               | Kommunistische Partei Brasiliens                                                   | Brasilien              |
| Juventude Socialista Brasileira                                             | Brasilianische Sozialistische Partei                                               | Brasilien              |
| Juventudes Comunistas de Chile                                              | Kommunistische Partei Chiles                                                       | Chile                  |
| Federación Estudiantes Universitarios                                       |                                                                                    | Ecuador                |
| Juventud Socialista Ecuatoriana                                             | Sozialistische Partei Ecuadors                                                     | Ecuador                |
| Juventud Comunista del Ecuador                                              | Partido Comunista del Ecuador                                                      | Ecuador                |
| Juventud del Frente Farabundo Martí para la Liberación Nacional             | Nationale Befreiungsfront Farabundo Martí                                          | El Salvador            |
| Maurice Bishop Youth Movement                                               |                                                                                    | Grenada                |
| Juventud URNG                                                               | URNG                                                                               | Guatemala              |
| Guyana Youth and Students Movement                                          |                                                                                    | Guyana                 |
| Walter Rodney Youth Movement                                                |                                                                                    | Guyana                 |
| Juventud Comunista de Colombia                                              | Kolumbianische Kommunistische Partei                                               | Kolumbien              |
| Unión de Jóvenes Comunistas                                                 | Kommunistische Partei Kubas                                                        | Kuba                   |
| Juventud Popular Socialista                                                 | Sozialistische Volkspartei Mexikos                                                 | Mexiko                 |
| Casa de la Juventud del Paraguay                                            |                                                                                    | Paraguay               |
| Juventud Comunista Peruana                                                  | Peruanische Kommunistische Partei                                                  | Peru                   |
| Juventud del Movimiento 26 de Marzo                                         | Bewegung 26. März                                                                  | Uruguay                |
| Juventud Comunista de Venezuela                                             | Kommunistische Partei Venezuelas                                                   | Venezuela              |
| Union der Progressiven Jugend Ägyptens                                      | National-Progressive Unionistische Partei                                          | Ägypten                |
| Union de la Jeunesse Algérienne                                             | FLN                                                                                | Algerien               |
| Nationale Union algerischer Studenten                                       |                                                                                    | Algerien               |
| Bahrain Youth Association "al-Shebiba"                                      | Progressive Democratic Tribune                                                     | Bahrain                |
| Demokratische Jugendföderation des Irak                                     | Irakische Kommunistische Partei                                                    | Irak                   |
| Generalunion der Studenten der Irakischen Republik                          |                                                                                    | Irak                   |
| Young Communist League of Israel                                            | Kommunistische Partei Israels                                                      | Israel                 |
| Democratic Youth Forum                                                      |                                                                                    | Kuwait                 |
| Union der Libanesischen Demokratischen Jugend                               | Libanesische Kommunistische Partei                                                 | Libanon                |
| Istiqlal Party Youth                                                        | Istiqlal                                                                           | Marokko                |
| USFP Jeunesse Ittihadiya                                                    | Socialist Union of Popular Forces                                                  | Marokko                |
| Jeunesse Socialiste                                                         | Partei des Fortschritts und des Sozialismus                                        | Marokko                |
| General Union of Palestine Students                                         |                                                                                    | Palästina              |
| Palestinian Democratic Youth Union                                          | Demokratische Front zur Befreiung Palästinas                                       | Palästina              |
| Union der Demokratischen Jugend Syriens – Khaled Baghdash                   | Syrische Kommunistische Partei                                                     | Syrien                 |

### Frühere Mitgliedsorganisationen
- Democratische Jugend Organisation Afghanistan, Afghanistan
- Bashkimi i Rinisë së Punës së Shqipërisë, Albanien
- Juventud Intrasigente Argentina
- Juventud Socialista Autentica, Argentinien
- Eureka Youth League, Australien
- Graffiti Jeugendsdienst, Belgien
- Jeunesse Communiste de Belgique, Belgien
- Confederación Universitaria Boliviana, Bolivien
- Juventude do PCB, Brasilien
- Dimitrowski Komsomol, Bulgarien
- Juventud de la Izquierda Cristiana de Chile
- Juventud del MIR, Chile
- Juventud Rebelde Miguel Enríquez, Chile
- Unión de Jóvenes Socialistas, Chile
- Communist Youth League of China, China
- Allchinesischer Jugendbund, China
- Juventud del Pueblo Costarriquense, Costa Rica
- Juventudes Patrióticas, Costa Rica
- Juventud Vanguardista Costarriquense, Costa Rica
- Sozialistischer Jugendverband Karl Liebknecht, West-Berlin
- Juventud Revolucionaria Dominicana, Dominikanische Republik
- Unión Democrática Orlando Martínez, Dominikanische Republik
- Departamento Juvenil del Central de Trabajadores del Ecuador
- Asociación General de Estudiantes Universitarios de El Salvador, El Salvador
- Færøske Socialister, Färöer
- Democratic Youth League of Finland
- Finnische Union der Demokratischen Pioniere, Finnland
- Greek Communist Youth (Internal), Griechenland
- Union de la Jeunesse Communiste Guadeloupe, Guadeloupe
- Democratic Youth League of Japan, Japan
- Union de la Jeunesse Communiste Martinique, Martinique
- Union nationale des étudiants de France-Solidarité Etudiante, Frankreich
- Juventud Patriotica del Trabajo, Guatemala
- Young Socialist Movement, Guyana
- Jeunesse Communiste de Haiti, Haiti
- Federación de la Juventud Comunista, Honduras
- People’s Youth (Indonesia), Indonesien
- Revolutionary Communist Youth League, Island
- Federazione Giovanile Comunista Italiana, Italien
- Young Communist League of the Workers' Party, Jamaika
- ASHEED Yemen, Jemen
- Yemen Youth General Union, Jemen
- People’s Revolutionary Youth Union of Kampuchea, Kambodscha
- Federacion Juvenil Obrera, Kolumbien
- Juventud de la Alianza Nacional Popular, Kolumbien
- Juventud del Poder Popular, Kolumbien
- Unión de Jóvenes Patriotas, Kolumbien
- Unión Nacional de los Estudiantes Secundarios, Kolumbien
- National Youth Organization of Libya, Libyen
- Jeunesse Communiste Luxembourgeoise, Luxemburg
- Frente Juvenil Revolucionario, Mexiko
- Juventud Socialista de los Trabajadores, Mexiko
- Revolutionary Youth League (REVSOMOL), Mongolei
- Algemeen Nederlands Jeugd Verbond, Niederlande
- Juventud Sandista 19 de Julio, Nicaragua
- Norges Kommunistiske Ungdomsforbund, Norwegen (Jugend der Kommunistischen Partei Norwegens)
- Juventud del PRD, Panama
- Juventud Popular Revolucionaria, Panama
- Federación Juvenil Comunista de Paraguay, Paraguay
- CGTP Sección Juvenil, Peru
- Juventud Aprista Peruana, Peru
- Juventud Mariateguista, Peru
- Związek Socjalistycznej Młodzieży Polskiej, Polen
- Juventud Comunista de Puerto Rico
- Juventud Socialista de Puerto Rico
- Federazione Giovanile Comunista San Marino, San Marino
- Union of Democratic Youth in Saudi, Saudi-Arabien[7]
- Congress of Sama Samaja Youth Leagues, Sri Lanka
- Federation of Communist and Progressive Youth, Sri Lanka
- Vanguard Youth Organization, St. Vincent und die Grenadinen
- National Youth Movement, Surinam
- Ung Vänster, Schweden (1975-1992)
- Jeunesse Communiste Suisse, Schweiz
- Svaz Mládeže, Tschechoslowakei
- Destourian Youth, Tunesien
- Kommunista Ifjúsági Szövetség, Ungarn
- Wsessojusny Leninski Kommunistitscheski Sojus Molodjoschi (Komsomol), UdSSR
- Juventud Socialista del Uruguay, Uruguay
- Juventud Socialista-MEP, Venezuela
- Federación Universitaria para la Independencia, Puerto Rico

### Schwebende Mitgliedschaften
- Jugend der kommunistischen Wiedergeburt Frankreich (Jugend der Partei der kommunistischen Wiedergeburt Frankreich)
- Communistische Jongeren Beweging (Jugend der NCPN: Neue kommunistische Partei der Niederlande)